# Kamienica Pomorska 48 – Cieszkowskiego w Bydgoszczy
Kamienica Pomorska 48, róg Cieszkowskiego w Bydgoszczy – zabytkowa kamienica w Bydgoszczy.

## Położenie
Budynek znajduje się w narożu ul. Cieszkowskiego i ul. Pomorskiej w Bydgoszczy.

## Historia
Pierwsza zabudowa na parceli datuje się na lata 70. XIX wieku i dotyczyła ulicy Pomorskiej. W 1896 r. w miejsce istniejącego budynku Józef Święcicki zaprojektował nową, okazalszą kamienicę czynszową na zlecenie rentiera, handlarza nieruchomościami Gustawa Reschke. Parter przeznaczono na sklepy, a piętra na czteropokojowe mieszkania. Koszty budowy wyniosły 61 tys. marek. Po sprzedaży właścicielem nieruchomości został kupiec Julius Prorok, a od 1912 roku wdowa po urzędniku bankowym Ella Bönisch. 
Pierwotny wygląd fasady wraz ze zrekonstruowanym detalem architektonicznym oraz oryginalną kolorystyką, przywrócono podczas remontu przeprowadzonego w latach 1993-1994. Kolejny remont przeprowadzono w 2018, kiedy wyremontowano elewację od strony ul. Pomorskiej, zmieniając jej kolorystykę z odcieni różu w ciepłe kolory żółte. We wrześniu 2019 zaczęto odnawianie elewacji od ul. Cieszkowskiego. 

## Architektura
Czterokondygnacyjny budynek założony jest na planie litery „L” ze ściętym wierzchołkiem, z wykuszami i balkonami i pierwszej i drugiej kondygnacji. Elewacja frontowa jest symetryczna, z rytmicznie rozplanowaną dekoracją architektoniczną. Okna wyższych kondygnacji flankowane są jońskimi pilastrami z płycinami w formie tralkowej balustrady. Od góry zwieńczone są trójkątnymi naczółkami z dekoracją akantową.
Budynek prezentuje styl eklektyczny z formami neorenesansowymi i neobarokowymi. 

## Galeria

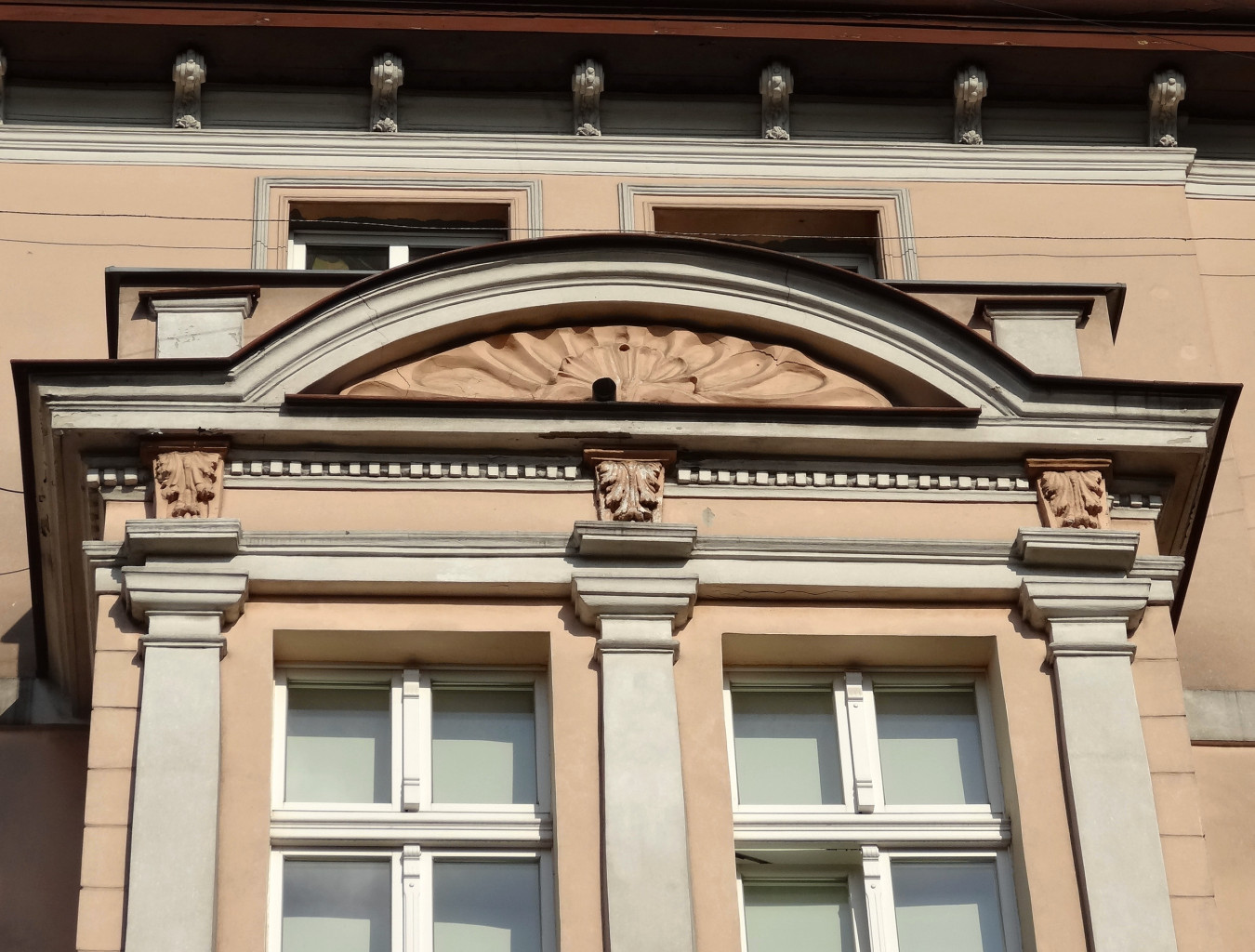
Naczółek
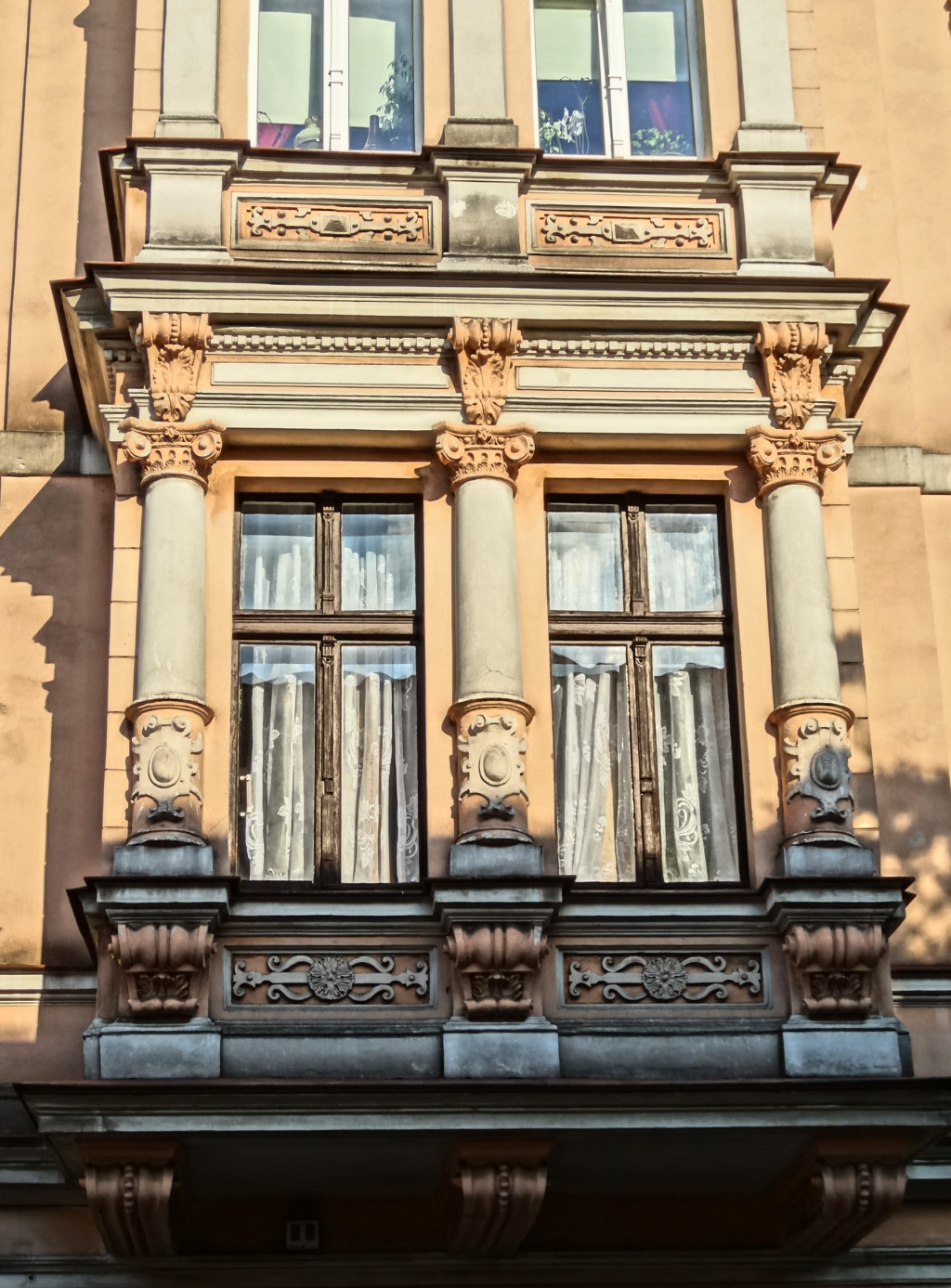
Pilastry
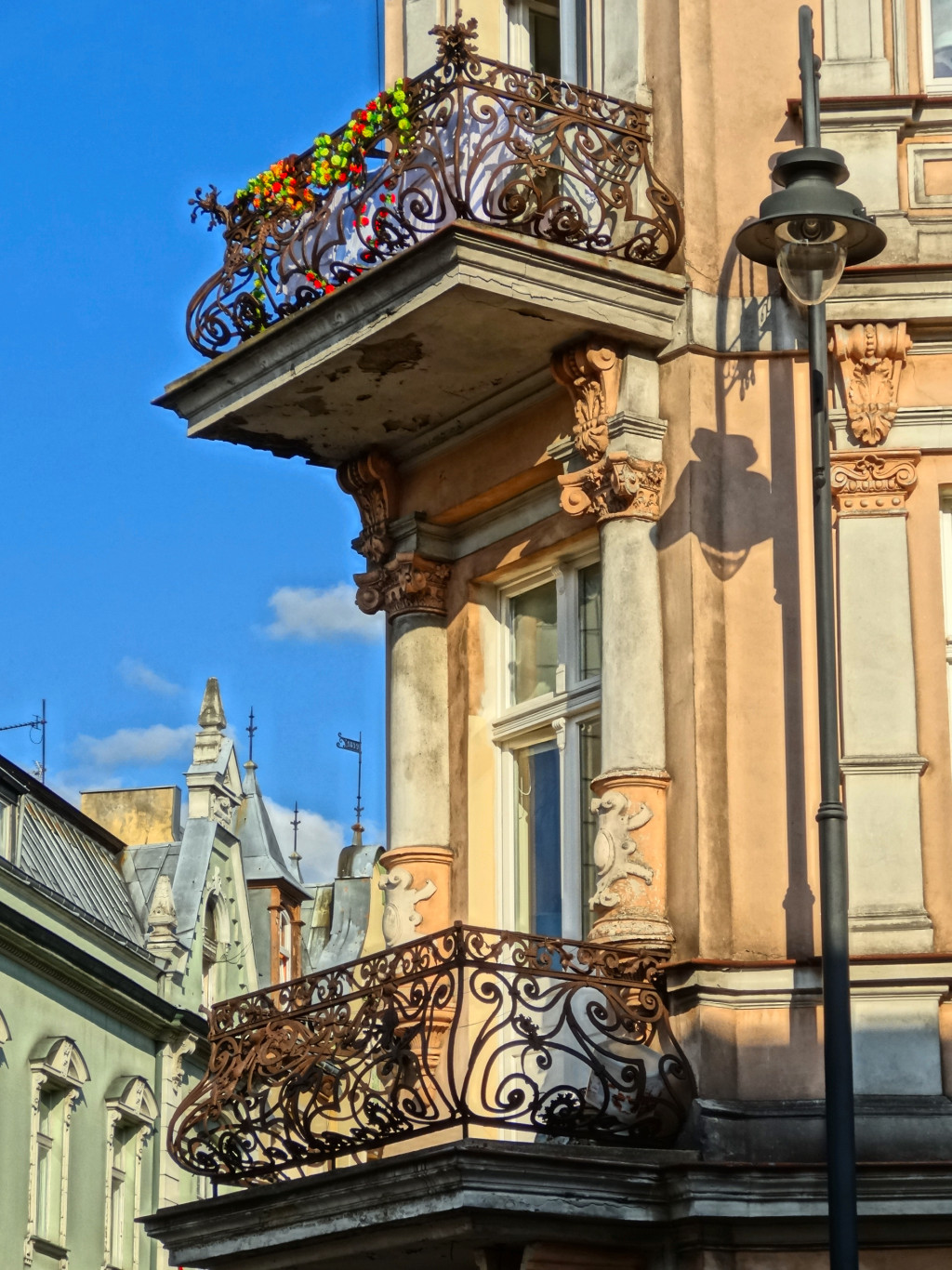
Balkony